# 지우 (프로게이머)
지우(본명: 정지우, 2004년 3월 20일 ~ )은 대한민국의 리그 오브 레전드 프로게이머이다. 아이디는 Jiwoo, 포지션은 AD캐리이다. 현재 농심 레드포스에서 활동하고 있다.